# Godsmack/Diskografie
Diese Diskografie ist eine Übersicht über die musikalischen Werke der US-amerikanischen Hard-Rock-Band Godsmack. Den Schallplattenauszeichnungen zufolge hat sie bisher mehr als 14,3 Millionen Tonträger verkauft. Ihre erfolgreichste Veröffentlichung ist das erste Studioalbum Godsmack mit mehr als fünf Millionen verkauften Einheiten.

## Alben

### Studioalben
| Jahr | Titel Musiklabel                          | Höchstplatzierung, Gesamtwochen, AuszeichnungChartplatzierungen (Jahr, Titel, Musiklabel, Platzierungen, Wochen, Auszeichnungen, Anmerkungen) | Höchstplatzierung, Gesamtwochen, AuszeichnungChartplatzierungen (Jahr, Titel, Musiklabel, Platzierungen, Wochen, Auszeichnungen, Anmerkungen) | Höchstplatzierung, Gesamtwochen, AuszeichnungChartplatzierungen (Jahr, Titel, Musiklabel, Platzierungen, Wochen, Auszeichnungen, Anmerkungen) | Höchstplatzierung, Gesamtwochen, AuszeichnungChartplatzierungen (Jahr, Titel, Musiklabel, Platzierungen, Wochen, Auszeichnungen, Anmerkungen) | Höchstplatzierung, Gesamtwochen, AuszeichnungChartplatzierungen (Jahr, Titel, Musiklabel, Platzierungen, Wochen, Auszeichnungen, Anmerkungen) | Anmerkungen                                                  |
| Jahr | Titel Musiklabel                          | DE | AT | CH | US | Rock | Anmerkungen                                                  |
| ---- | ----------------------------------------- | --- | --- | --- | --- | --- | ------------------------------------------------------------ |
| 1998 | Godsmack Republic Records                 | — | — | — | US22 ×5Fünffachplatin · (92 Wo.)US | — | Erstveröffentlichung: 25. August 1998 Verkäufe: + 5.050.000  |
| 2000 | Awake Republic Records                    | DE59 (14 Wo.)DE | AT26 (9 Wo.)AT | — | US5 ×2Doppelplatin · (52 Wo.)US | — | Erstveröffentlichung: 31. Oktober 2000 Verkäufe: + 2.100.000 |
| 2003 | Faceless Republic Records                 | DE70 (3 Wo.)DE | — | — | US1 Platin · (57 Wo.)US | — | Erstveröffentlichung: 8. April 2003 Verkäufe: + 1.050.000    |
| 2006 | IV Republic Records                       | DE56 (1 Wo.)DE | AT65 (1 Wo.)AT | CH100 (1 Wo.)CH | US1 Gold · (27 Wo.)US | Rock1 (10 Wo.)Rock | Erstveröffentlichung: 25. April 2006 Verkäufe: + 500.000     |
| 2010 | The Oracle Universal Records              | DE72 (1 Wo.)DE | — | — | US1 Gold · (30 Wo.)US | Rock1 (37 Wo.)Rock | Erstveröffentlichung: 4. Mai 2010 Verkäufe: + 500.000        |
| 2014 | 1000hp Spinefarm Records                  | DE66 (1 Wo.)DE | AT62 (1 Wo.)AT | CH94 (1 Wo.)CH | US3 (15 Wo.)US | Rock2 (26 Wo.)Rock | Erstveröffentlichung: 5. August 2014                         |
| 2018 | When Legends Rise BMG Rights Management   | DE21 (5 Wo.)DE | AT12 (2 Wo.)AT | CH28 (2 Wo.)CH | US8 Gold · (7 Wo.)US | Rock1 (9 Wo.)Rock | Erstveröffentlichung: 27. April 2018 Verkäufe: + 500.000     |
| 2023 | Lighting Up the Sky BMG Rights Management | DE10 (2 Wo.)DE | AT5 (1 Wo.)AT | CH17 (1 Wo.)CH | US19 (1 Wo.)US | Rock3 (1 Wo.)Rock | Erstveröffentlichung: 24. Februar 2023                       |

grau schraffiert: keine Chartdaten aus diesem Jahr verfügbar

### Kompilationen
| Jahr | Titel Musiklabel                                              | Höchstplatzierung, Gesamtwochen, AuszeichnungChartplatzierungen (Jahr, Titel, Musiklabel, Platzierungen, Wochen, Auszeichnungen, Anmerkungen) | Höchstplatzierung, Gesamtwochen, AuszeichnungChartplatzierungen (Jahr, Titel, Musiklabel, Platzierungen, Wochen, Auszeichnungen, Anmerkungen) | Höchstplatzierung, Gesamtwochen, AuszeichnungChartplatzierungen (Jahr, Titel, Musiklabel, Platzierungen, Wochen, Auszeichnungen, Anmerkungen) | Höchstplatzierung, Gesamtwochen, AuszeichnungChartplatzierungen (Jahr, Titel, Musiklabel, Platzierungen, Wochen, Auszeichnungen, Anmerkungen) | Höchstplatzierung, Gesamtwochen, AuszeichnungChartplatzierungen (Jahr, Titel, Musiklabel, Platzierungen, Wochen, Auszeichnungen, Anmerkungen) | Anmerkungen                            |
| Jahr | Titel Musiklabel                                              | DE | AT | CH | US | Rock | Anmerkungen                            |
| ---- | ------------------------------------------------------------- | --- | --- | --- | --- | --- | -------------------------------------- |
| 2007 | Good Times, Bad Times… Ten Years of Godsmack Republic Records | — | — | — | US35 (1 Wo.)US | Rock6 (9 Wo.)Rock | Erstveröffentlichung: 4. Dezember 2007 |

### Livealben
| Jahr | Titel Musiklabel                 | Höchstplatzierung, Gesamtwochen, AuszeichnungChartplatzierungen (Jahr, Titel, Musiklabel, Platzierungen, Wochen, Auszeichnungen, Anmerkungen) | Höchstplatzierung, Gesamtwochen, AuszeichnungChartplatzierungen (Jahr, Titel, Musiklabel, Platzierungen, Wochen, Auszeichnungen, Anmerkungen) | Höchstplatzierung, Gesamtwochen, AuszeichnungChartplatzierungen (Jahr, Titel, Musiklabel, Platzierungen, Wochen, Auszeichnungen, Anmerkungen) | Höchstplatzierung, Gesamtwochen, AuszeichnungChartplatzierungen (Jahr, Titel, Musiklabel, Platzierungen, Wochen, Auszeichnungen, Anmerkungen) | Höchstplatzierung, Gesamtwochen, AuszeichnungChartplatzierungen (Jahr, Titel, Musiklabel, Platzierungen, Wochen, Auszeichnungen, Anmerkungen) | Anmerkungen                        |
| Jahr | Titel Musiklabel                 | DE | AT | CH | US | Rock | Anmerkungen                        |
| ---- | -------------------------------- | --- | --- | --- | --- | --- | ---------------------------------- |
| 2012 | Live & Inspired Republic Records | — | — | — | US19 (4 Wo.)US | Rock8 (4 Wo.)Rock | Erstveröffentlichung: 15. Mai 2012 |

### EPs
| Jahr | Titel Musiklabel                | Höchstplatzierung, Gesamtwochen, AuszeichnungChartplatzierungen (Jahr, Titel, Musiklabel, Platzierungen, Wochen, Auszeichnungen, Anmerkungen) | Höchstplatzierung, Gesamtwochen, AuszeichnungChartplatzierungen (Jahr, Titel, Musiklabel, Platzierungen, Wochen, Auszeichnungen, Anmerkungen) | Höchstplatzierung, Gesamtwochen, AuszeichnungChartplatzierungen (Jahr, Titel, Musiklabel, Platzierungen, Wochen, Auszeichnungen, Anmerkungen) | Höchstplatzierung, Gesamtwochen, AuszeichnungChartplatzierungen (Jahr, Titel, Musiklabel, Platzierungen, Wochen, Auszeichnungen, Anmerkungen) | Höchstplatzierung, Gesamtwochen, AuszeichnungChartplatzierungen (Jahr, Titel, Musiklabel, Platzierungen, Wochen, Auszeichnungen, Anmerkungen) | Anmerkungen                                             |
| Jahr | Titel Musiklabel                | DE | AT | CH | US | Rock | Anmerkungen                                             |
| ---- | ------------------------------- | --- | --- | --- | --- | --- | ------------------------------------------------------- |
| 2004 | The Other Side Republic Records | — | — | — | US5 Gold · (19 Wo.)US | — | Erstveröffentlichung: 16. März 2004 Verkäufe: + 500.000 |

grau schraffiert: keine Chartdaten aus diesem Jahr verfügbar

## Singles

### Als Leadmusiker
| Jahr | Titel Album                        | Höchstplatzierung, Gesamtwochen, AuszeichnungChartplatzierungen (Jahr, Titel, Album, Platzierungen, Wochen, Auszeichnungen, Anmerkungen) | Höchstplatzierung, Gesamtwochen, AuszeichnungChartplatzierungen (Jahr, Titel, Album, Platzierungen, Wochen, Auszeichnungen, Anmerkungen) | Höchstplatzierung, Gesamtwochen, AuszeichnungChartplatzierungen (Jahr, Titel, Album, Platzierungen, Wochen, Auszeichnungen, Anmerkungen) | Höchstplatzierung, Gesamtwochen, AuszeichnungChartplatzierungen (Jahr, Titel, Album, Platzierungen, Wochen, Auszeichnungen, Anmerkungen) | Höchstplatzierung, Gesamtwochen, AuszeichnungChartplatzierungen (Jahr, Titel, Album, Platzierungen, Wochen, Auszeichnungen, Anmerkungen) | Anmerkungen                                                            |
| Jahr | Titel Album                        | DE | AT | CH | US | Rock | Anmerkungen                                                            |
| ---- | ---------------------------------- | --- | --- | --- | --- | --- | ---------------------------------------------------------------------- |
| 1999 | Voodoo Godsmack                    | — | — | — | US— PlatinUS | — | Erstveröffentlichung: 20. Oktober 1999 Verkäufe: + 1.000.000           |
| 2002 | I Stand Alone Faceless             | DE96 (3 Wo.)DE | — | — | US— GoldUS | — | Erstveröffentlichung: 18. Mai 2002 Verkäufe: + 500.000                 |
| 2003 | Straight Out of Line Faceless      | — | — | — | US73 (8 Wo.)US | — | Erstveröffentlichung: 13. März 2002                                    |
| 2006 | Speak IV                           | — | — | — | US85 (3 Wo.)US | — | Erstveröffentlichung: 4. April 2006                                    |
| 2009 | Whiskey Hangover The Oracle        | — | — | — | — | Rock7 (20 Wo.)Rock | Erstveröffentlichung: 9. Juni 2009                                     |
| 2010 | Cryin’ Like a Bitch The Oracle     | — | — | — | US74 Gold · (3 Wo.)US | Rock7 (21 Wo.)Rock | Erstveröffentlichung: 23. Februar 2010 Verkäufe: + 500.000             |
| 2010 | Love-Hate-Sex-Pain The Oracle      | — | — | — | — | Rock5 (30 Wo.)Rock | Erstveröffentlichung: 12. Juli 2010                                    |
| 2011 | Saints and Sinners The Oracle      | — | — | — | — | Rock35 (7 Wo.)Rock | Erstveröffentlichung: 3. März 2011                                     |
| 2012 | Rocky Mountain Way Live & Inspired | — | — | — | — | Rock17 (20 Wo.)Rock | Erstveröffentlichung: 15. Mai 2012                                     |
| 2014 | 1000hp                             | — | — | — | — | Rock22 (14 Wo.)Rock | Erstveröffentlichung: 9. Juni 2014                                     |
| 2014 | Something Different 1000hp         | — | — | — | — | Rock38 (6 Wo.)Rock | Erstveröffentlichung: September 2014                                   |
| 2015 | Inside Yourself –                  | — | — | — | — | Rock27 (1 Wo.)Rock | Erstveröffentlichung: 14. Oktober 2015                                 |
| 2017 | Come Together Live & Inspired      | — | — | — | — | Rock11 (2 Wo.)Rock | Erstveröffentlichung: 15. Mai 2012 Coverversion. Original: The Beatles |
| 2018 | Bulletproof When Legends Rise      | — | — | — | US— PlatinUS | Rock9 (26 Wo.)Rock | Erstveröffentlichung: 28. Februar 2018 Verkäufe: + 1.000.000           |
| 2018 | When Legends Rise                  | — | — | — | US— GoldUS | Rock13 (20 Wo.)Rock | Erstveröffentlichung: 27. April 2018 Verkäufe: + 500.000               |
| 2019 | Under Your Scars When Legends Rise | — | — | — | US— GoldUS | Rock6 (26 Wo.)Rock | Erstveröffentlichung: 28. März 2019 Verkäufe: + 500.000                |
| 2020 | Unforgettable When Legends Rise    | — | — | — | — | Rock16 (14 Wo.)Rock | Erstveröffentlichung: 4. Februar 2020                                  |

grau schraffiert: keine Chartdaten aus diesem Jahr verfügbar
Weitere Singles
| Jahr | Titel Album                                 | Album                                                                          |
| ---- | ------------------------------------------- | ------------------------------------------------------------------------------ |
| 1997 | Whatever All Wound Up                       | Erstveröffentlichung: 7. November 1997 Wiederveröffentlichung: 25. August 1998 |
| 1998 | Keep Away Godsmack                          | Erstveröffentlichung: 10. Juni 1999                                            |
| 2000 | Bad Religion Godsmack                       | Erstveröffentlichung: 15. Februar 2000                                         |
| 2000 | Awake                                       | Erstveröffentlichung: 20. Juni 2000                                            |
| 2001 | Bad Magick Awake                            | Erstveröffentlichung: 22. Februar 2001                                         |
| 2001 | Greed Awake                                 | Erstveröffentlichung: 22. Mai 2001                                             |
| 2003 | Straight Out of Line Faceless               | Erstveröffentlichung: 13. März 2003                                            |
| 2003 | Serenity Faceless                           | Erstveröffentlichung: 24. Juni 2003                                            |
| 2004 | Running Blind The Other Side                | Erstveröffentlichung: 29. Februar 2004                                         |
| 2004 | Re-Align Faceless                           | Erstveröffentlichung: 16. März 2004                                            |
| 2004 | I Am Faceless                               | Erstveröffentlichung: 10. Mai 2004                                             |
| 2004 | Touché The Other Side                       | Erstveröffentlichung: 13. Juli 2004                                            |
| 2006 | Shine Down IV                               | Erstveröffentlichung: 13. Juni 2006                                            |
| 2006 | The Enemy IV                                | Erstveröffentlichung: 31. Oktober 2006                                         |
| 2007 | Good Times Bad Times Good Times, Bad Times… | Erstveröffentlichung: 4. Dezember 2007                                         |
| 2015 | What’s Next? 1000hp                         | Erstveröffentlichung: 19. Mai 2015                                             |
| 2022 | Surrender Lighting Up the Sky               | Erstveröffentlichung: 28. September 2022                                       |
| 2022 | You and I Lighting Up the Sky               | Erstveröffentlichung: 11. November 2022                                        |
| 2024 | Truth Lighting Up the Sky                   | Erstveröffentlichung: 1. März 2024                                             |

### Beiträge für Soundtracks und Kompilationen
Soundtracks sind mit (OST) gekennzeichnet.
| Jahr | Titel                       | Soundtrack / Kompilation                   |
| ---- | --------------------------- | ------------------------------------------ |
| 1999 | Why                         | An jedem verdammten Sonntag (OST)          |
| 1999 | Keep Away                   | Woodstock ’99                              |
| 2000 | Sweet Leaf                  | Nativity in Black II                       |
| 2000 | Goin’ Down                  | Mission: Impossible II (OST)               |
| 2000 | Time Bomb                   | Scream 3 (OST)                             |
| 2001 | Awake                       | Tough Enough                               |
| 2002 | I Stand Alone               | The Scorpion King (OST)                    |
| 2003 | Straight Out of Line        | MTV2 Headbanger’s Ball                     |
| 2006 | Bring It On                 | Madden NFL 06                              |
| 2014 | Turning to Stone (acoustic) | The Walking Dead: Songs of Survival Vol. 2 |
| 2020 | Vampires                    | Hardcore Halloween                         |

## Videografie

### Videoalben
| Jahr | Titel Musiklabel             | Höchstplatzierung, Gesamtwochen, AuszeichnungChartplatzierungen (Jahr, Titel, Musiklabel, Platzierungen, Wochen, Auszeichnungen, Anmerkungen) | Höchstplatzierung, Gesamtwochen, AuszeichnungChartplatzierungen (Jahr, Titel, Musiklabel, Platzierungen, Wochen, Auszeichnungen, Anmerkungen) | Höchstplatzierung, Gesamtwochen, AuszeichnungChartplatzierungen (Jahr, Titel, Musiklabel, Platzierungen, Wochen, Auszeichnungen, Anmerkungen) | Höchstplatzierung, Gesamtwochen, AuszeichnungChartplatzierungen (Jahr, Titel, Musiklabel, Platzierungen, Wochen, Auszeichnungen, Anmerkungen) | Höchstplatzierung, Gesamtwochen, AuszeichnungChartplatzierungen (Jahr, Titel, Musiklabel, Platzierungen, Wochen, Auszeichnungen, Anmerkungen) | Anmerkungen                                               |
| Jahr | Titel Musiklabel             | DE | AT | CH | US | Rock | Anmerkungen                                               |
| ---- | ---------------------------- | --- | --- | --- | --- | --- | --------------------------------------------------------- |
| 2001 | Live Republic Records        | — | — | — | US— GoldUS | — | Erstveröffentlichung: 9. Juli 2001 Verkäufe: + 50.000     |
| 2002 | Smack This! Republic Records | — | — | — | — | — | Erstveröffentlichung: 9. April 2002                       |
| 2004 | Changes Republic Records     | — | — | — | US— GoldUS | — | Erstveröffentlichung: 14. Oktober 2004 Verkäufe: + 60.000 |

grau schraffiert: keine Chartdaten aus diesem Jahr verfügbar

### Musikvideos
- 1997: Whatever
- 1998: Keep Away
- 1999: Voodoo
- 2000: Awake
- 2000: Greed
- 2001: Bad Magick
- 2002: I Stand Alone
- 2003: Straight Out of Line
- 2003: Serenity
- 2006: Speak
- 2007: Good Times Bad Times
- 2009: Whiskey Hangover
- 2010: Cryin’ Like a Bitch!!
- 2012: Rocky Mountain Way
- 2012: Come Together
- 2014: 1000hp
- 2018: Bulletproof
- 2019: When Legends Rise
- 2019: Under Your Scars
- 2020: Unforgettable
- 2022: Surrender
- 2023: Soul on Fire
- 2024: Truth

## Statistik

### Chartplatzierungen
|                     | DE    | AT    | CH    | US     | Rock      |
| ------------------- | ----- | ----- | ----- | ------ | --------- |
| Nummer-eins-Alben   | DE—DE | AT—AT | CH—CH | US3US  | Rock3Rock |
| Top-10-Alben        | DE1DE | AT1AT | CH—CH | US6US  | Rock7Rock |
| Alben in den Charts | DE7DE | AT5AT | CH4CH | US11US | Rock7Rock |

|                       | DE    | AT    | CH    | US    | Rock       |
| --------------------- | ----- | ----- | ----- | ----- | ---------- |
| Nummer-eins-Singles   | DE—DE | AT—AT | CH—CH | US—US | Rock—Rock  |
| Top-10-Singles        | DE—DE | AT—AT | CH—CH | US—US | Rock5Rock  |
| Singles in den Charts | DE1DE | AT—AT | CH—CH | US3US | Rock13Rock |

### Auszeichnungen für Musikverkäufe
| Goldene Schallplatte - Kanada - 2000: für das Album Godsmack - 2000: für das Album Awake - 2003: für das Album Faceless | Platin-Schallplatte - Kanada - 2000: für das Album Awake - 2004: für die DVD Changes |

Anmerkung: Auszeichnungen in Ländern aus den Charttabellen bzw. Chartboxen sind in ebendiesen zu finden.
| Land/RegionAuszeichnungen für Musikverkäufe (Land/Region, Auszeichnungen, Verkäufe, Quellen) | Gold       | Platin       | Verkäufe   | Quellen         |
| -------------------------------------------------------------------------------------------- | ---------- | ------------ | ---------- | --------------- |
| Kanada (MC)                                                                                  | 3× Gold3   | 2× Platin2   | 260.000    | musiccanada.com |
| Vereinigte Staaten (RIAA)                                                                    | 10× Gold10 | 10× Platin10 | 14.100.000 | riaa.com        |
| Insgesamt                                                                                    | 13× Gold13 | 12× Platin12 |            |                 |